# 秦野市
秦野市（日语：／ Hadano shi */?）位於日本神奈川县中西部。市區，東西約13.6公里，南北約12.8公里，面積103.61平方公里，為神奈川縣內19市中面積第4大。

## 地理
- 山：大山、行者岳（日语：行者岳）、塔之岳（日语：塔ノ岳）、新大日（日语：新大日）、烏尾山（日语：烏尾山）、二之塔（日语：二ノ塔）、三之塔（日语：三ノ塔）、鍋割山（日语：鍋割山 (神奈川県)）、櫟山、弘法山（日语：弘法山）、權現山、岳之台（日语：岳ノ台）
- 河川
  - 相模川水系：藤熊川、中津川
  - 金目川（日语：金目川）水系：室川（日语：室川）、水無川（日语：水無川 (神奈川県)）、葛葉川（日语：葛葉川）、金目川、大根川（日语：大根川 (神奈川県)）、善波川（日语：善波川）
  - 酒匂川水系：四十八瀬川（日语：四十八瀬川）

## 交通

### 鐵路
小田急電鐵
- 小田原線：鶴卷溫泉站 - 東海大學前站 - 秦野站 - 澀澤站

## 友好城市
- 美国德克薩斯州帕薩迪納 （1964年）
- 日本长野县諏訪市 （1984年）
- 京畿道坡州市 （2005年）
- 日本靜岡縣富士宮市 （2008年）

## 外部連結
行政
- 秦野市(日文) （页面存档备份，存于）

觀光
- 秦野市觀光協會(日文) （页面存档备份，存于）